# Michaela McManus
Michaela McManus (20 de Maio de 1983) é uma atriz americana mais conhecida pelo papel de Lindsey Strauss na série One Tree Hill e pelo papel da promotora Kim Greylek em Law & Order: Special Victims Unit. No seriado The Vampire Diaries, interpretou o papel de Jules, que vai a Mystic Falls à procura do amigo, Mason.

## Biografia
McManus, nativa de Rhode Island, se formou na Universidade de Fordham, estudando no programa de atuação da Universidade de Nova Iorque, antes de sair e seguir com a carreira de atriz em Los Angeles.  Em 2008, ela se juntou ao elenco de One Tree Hill, durante sua quinta temporada, interpretando Lindsay Strauss, que foi o interesse amoroso do personagem de Chad Michael Murray.
Após completar seu trabalho em One Tree Hill, ela participou como atriz convidada de um episódio da quinta temporada de CSI: NY. Ela então se juntou ao elenco fixo de Law & Order: Special Victims Unit, no papel da promotora Kim Grayleck, estreando no primeiro episódio da décima temporada.
Atualmente interpreta Jules em The Vampire Diaries, série da CW, que vai para Mystic Falls atrás de Mason Lockwood, um amigo lobo, assim como ela. Infelizmente, morreu no episódio 2x21, "The Sun Also Rises", no ritual de Klaus para quebrar a maldição.

## Filmografia
| Ano       | Título                                       | Papel                 |
| --------- | -------------------------------------------- | --------------------- |
| 2006      | Cosa Bella                                   | Esposa do barman      |
| 2006      | The Beautiful Lie                            |                       |
| 2008      | One Tree Hill 17 episódios                   | Lindsey Strauss       |
| 2008      | CSI: NY                                      | Susan Montgomery      |
| 2008      | Law & Order: Special Victims Unit Papel fixo | Promotora Kim Greylek |
| 2010/2011 | The Vampire Diaries 6 episódios              | Jules                 |